# Vlag van Terschelling en Vlieland

Vlag van Terschelling en Vlieland

De vlag van Terschelling en Vlieland was de gemeenschappelijke vlag van de Nederlandse eilanden Terschelling en Vlieland. De beschrijving van de vlag is volgens Sierksma als volgt: 
11 evenhoge banen van rood, wit, blauw, rood, blauw, geel, groen, wit, rood, wit, blauw.
De meeste oudere vlaggenkaarten kennen verschillende varianten van de gemeenschappelijke vlag. In elk geval is voor de waddeneilanden karakteristiek (zelfs op oudere afbeeldingen van Duitse waddeneiland-vlaggen) boven en beneden een drietal banen in de kleuren rood-wit-blauw. Deze vlag is al lang niet meer in gebruik.

## Galerij

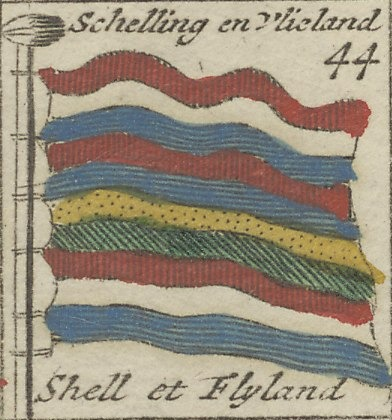
? Historische vlag volgens Nieuwe Tafel van alle de Scheeps Vlaggen des Gehele Water-Waerelds op Nieus Vermeerdert en Verbeeterdt (1725)
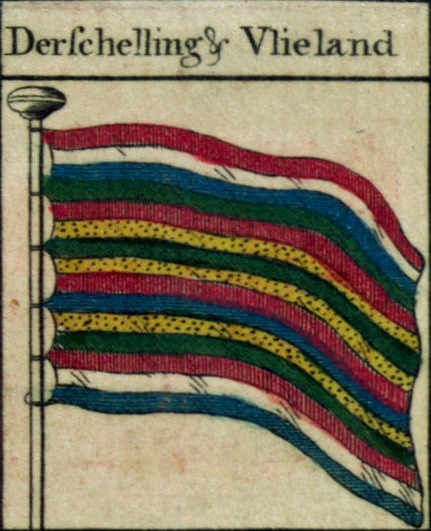
? Historische vlag volgens Bowles's naval flags of the world (1783)
? Historische vlag volgens Kl. Sierksma Nederlands Vlaggenboek (1962)